# اوتینگن
اوتینگن (به آلمانی: Uettingen) یک شهر در آلمان است که در Würzburg واقع شده‌است.